# Caldas de São Jorge e Pigeiros
Caldas de São Jorge e Pigeiros (oficialmente: União das Freguesias de Caldas de São Jorge e Pigeiros) é uma freguesia portuguesa do município de Santa Maria da Feira, com 10,64 km² de área e 3688 habitantes (censo de 2021). A sua densidade populacional é 346,6 hab./km².

## História
Foi criada aquando da reorganização administrativa de 2012/2013, resultando da agregação das antigas freguesias de Caldas de São Jorge e Pigeiros.

## Demografia
A população registada nos censos foi:
| Distribuição da População por Grupos Etários | Distribuição da População por Grupos Etários | Distribuição da População por Grupos Etários | Distribuição da População por Grupos Etários | Distribuição da População por Grupos Etários | Distribuição da População por Grupos Etários |
| -------------------------------------------- | -------------------------------------------- | -------------------------------------------- | -------------------------------------------- | -------------------------------------------- | -------------------------------------------- |
| Antes da agregação                           |                                              |                                              |                                              |                                              |                                              |
| Ano                                          | 0-14 anos                                    | 15-24 anos                                   | 25-64 anos                                   | >= 65 anos                                   | Total                                        |
| 2001                                         | 769                                          | 608                                          | 2240                                         | 480                                          | 4097                                         |
| 2011                                         | 564                                          | 494                                          | 2194                                         | 645                                          | 3897                                         |
| Após a agregação                             |                                              |                                              |                                              |                                              |                                              |
| Ano                                          | 0-14 anos                                    | 15-24 anos                                   | 25-64 anos                                   | >= 65 anos                                   | Total                                        |
| 2021                                         | 404                                          | 389                                          | 2048                                         | 847                                          | 3688                                         |